# MVP (wrestler)
Hassan Hamin Assad, nato Alvin Antonio Burke Jr. (Liberty City, 28 ottobre 1973), è un wrestler statunitense, sotto contratto con la All Elite Wrestling.
In WWE ha detenuto due volte lo United States Championship e una volta il WWE Tag Team Championship (con Matt Hardy). Il suo primo regno da United States Champion è durato 343 giorni.

## Carriera

### Circuito indipendente (2002–2003)
Alvin Burke entrò nel mondo del wrestling nel 2002, dopo aver scontato nove anni e mezzo di reclusione (contro una pena prevista di diciotto) per rapina a mano armata e sequestro di persona. Iniziò partecipando a diversi show nel circuito indipendente con il ring name Antonio Bank$.

### Total Nonstop Action Wrestling (2003–2005)
Tra il 2003 e il 2005 prese parte come jobber ad alcuni show settimanali della Total Nonstop Action Wrestling (TNA).

### Deep South Wrestling (2005–2006)
Nel 2005, dopo un aver combattuto ai live event e qualche dark match, Assad firmò un contratto con la World Wrestling Entertainment (WWE) e venne assegnato al territorio di sviluppo Deep South Wrestling. Originariamente avrebbe dovuto combattere con il ring name di "Antonio Banks", ma poi assunse il personaggio di Montel Vontavious Porter (MVP); un arrogante e superbo atleta ispiratosi al personaggio Rod Tidwell di Cuba Gooding Jr. nel film Jerry Maguire.

### World Wrestling Entertainment (2006–2010)

#### Faida con Kane (2006–2007)

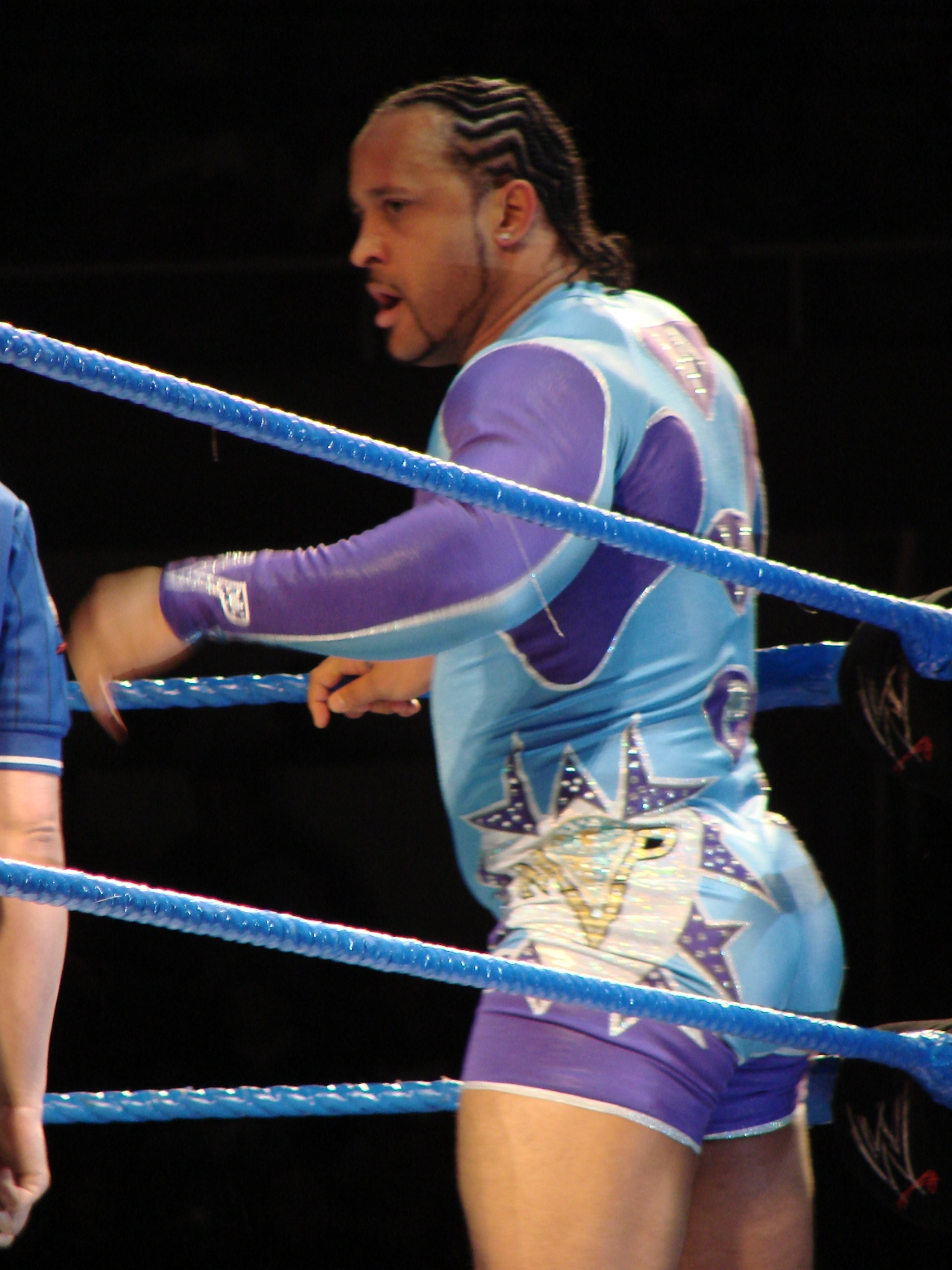
MVP nel 2007

Nella puntata di SmackDown! del 4 agosto 2006, MVP fece la sua prima apparizione televisiva, durante la quale si descrisse come un ambito free agent. L'angle iniziale vide MVP apparire più volte nel corso delle varie puntate di SmackDown!, circondato da donne e da guardie del corpo, per parlare con il general manager di SmackDown! Theodore Long del contratto che il suo agente stava negoziando con la federazione. Il personaggio di MVP fu descritto come arrogante dai commentatori, giacché interruppe le conversazioni e le interviste per rispondere al cellulare e ammirare i gioielli che indossava mentre la gente parlava con lui. Il 26 settembre 2006, un video di una conferenza stampa annunciò che MVP firmò il "più grande contratto nella storia di SmackDown!".
MVP fece il suo debutto sul ring l'8 ottobre 2006 a No Mercy, come heel, con un'entrata simile a quella degli atleti della NFL, prima di sconfiggere il jobber Marty Garner. Nel corso del match i commentatori Michael Cole e JBL criticarono la scelta dell'avversario, il quale avrebbe dovuto essere qualcuno "più competente", e risero del suo costume definendolo "patetico", mentre i fan presenti all'evento lo presero in giro cantando in coro "Power Ranger". La settimana seguente a SmackDown!, MVP chiese di volere un avversario tosto per dimostrare di avere fegato, alla sfida rispose Kane nel suo debutto a SmackDown!. I due iniziarono una faida, dove MVP sconfisse Kane in uno Street Fight e in uno Steel Cage match, prima di perdere in un Inferno match ad Armageddon, dal quale uscì ferito con ustioni di primo grado. A causa delle ustioni, MVP rimase fuori dalle scene per un breve periodo, durante il quale il commentatore JBL espresse la sua rabbia con i fan che avevano apprezzato un match dove l'unico modo di vittoria era di bruciare l'avversario.

#### Regni titolati (2007–2009)

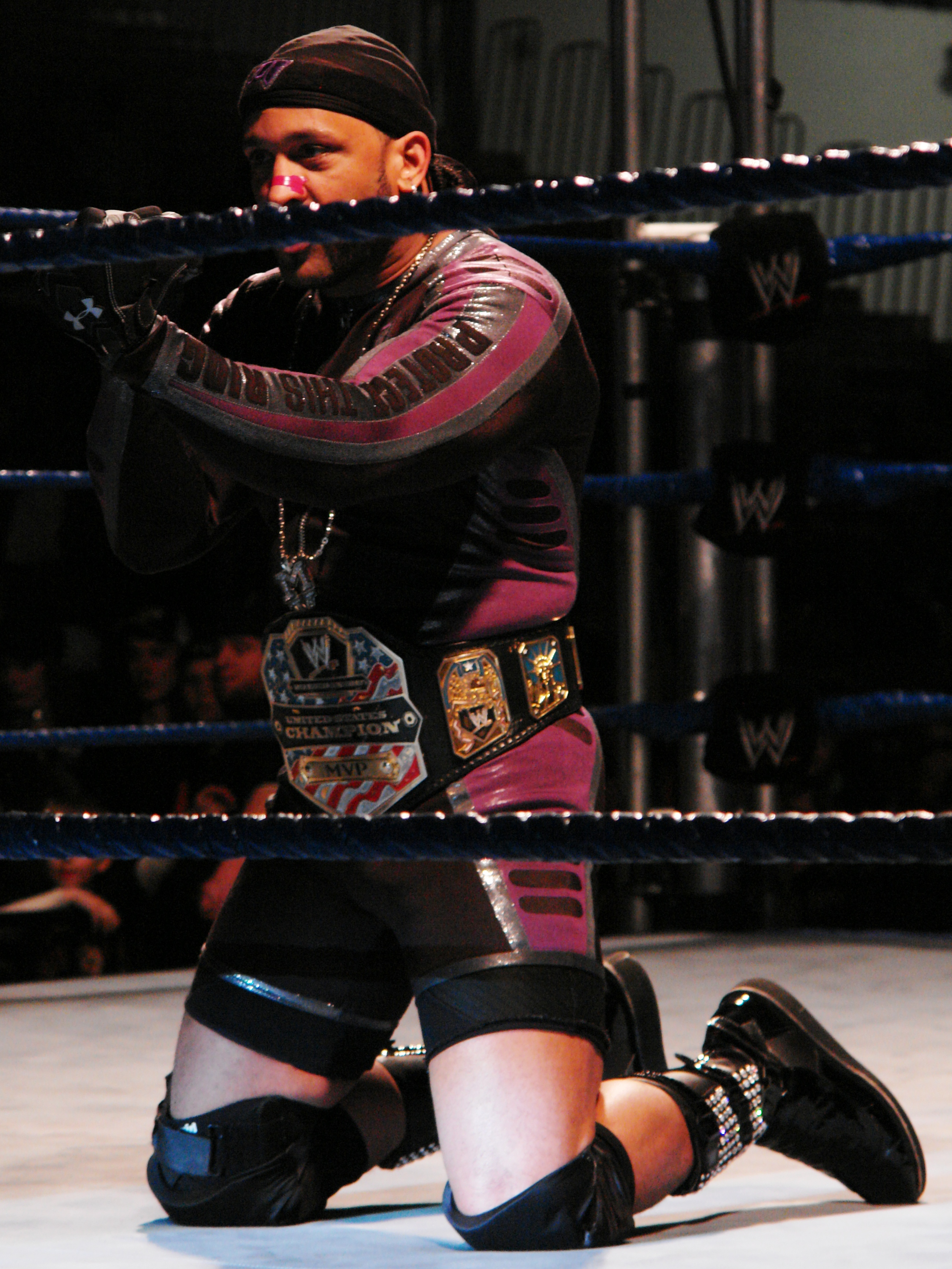
MVP con lo United States Championship nel marzo del 2008

Nel febbraio del 2007 MVP inizia una faida con lo United States Champion Chris Benoit: il 18 febbraio, a No Way Out, MVP e gli MNM (Joey Mercury e Johnny Nitro) vengono sconfitti da Benoit e gli Hardy Boyz (Jeff e Matt Hardy). Successivamente, il 16 marzo, Benoit accetta la sfida di MVP per lo United States Championship e il canadese ha la meglio sull'avversario il 1º aprile a WrestleMania 23. Nel rematch, avvenuto il 29 aprile a Backlash, è sempre Benoit a trionfare. Tuttavia, il 20 maggio a Judgment Day, MVP riesce a sconfiggere Benoit in un 2-out-of-3 Falls match per 2-0, diventando per la prima volta United States Champion, dopo un'ottima prestazione e riuscendo a bloccare in ogni modo Benoit sconfiggendolo in maniera pulita. MVP ha poi una breve rivalità col Nature Boy Ric Flair, sconfiggendolo il 24 giugno a Vengeance: Night of Champions e mantenendo lo United States Championship. Dopo aver chiuso la breve faida con Flair, MVP ne inizia subito un'altra con Matt Hardy, appena sbarcato nel roster di SmackDown!; il primo match tra i due si svolge a The Great American Bash del 22 luglio dove MVP ha la meglio mantenendo il titolo. Il 24 luglio, a SmackDown!, Hardy e Ric Flair sconfiggono MVP e Chris Masters; a fine match il campione degli Stati Uniti viene nuovamente sfidato da Hardy per il titolo, ma gli risponde di non volerlo assolutamente mettere in palio. Dopo essersi affrontati in varie sfide al di fuori del ring, MVP e Hardy, nonostante fossero in palese disaccordo tra loro, conquistano inaspettatamente i WWE Tag Team Championship sconfiggendo Deuce e Domino nella puntata di SmackDown! del 28 agosto. Il 16 settembre, ad Unforgiven, MVP e Hardy vincono il rematch contro Deuce e Domino mantenendo i titoli. Il 28 ottobre, a Cyber Sunday, MVP viene sconfitto dal suo vecchio rivale Kane per count-out, ma riesce comunque a mantenere il titolo degli Stati Uniti. In seguito MVP e Hardy perdono le cinture di coppia a favore di John Morrison e The Miz nella puntata di SmackDown! del 13 novembre, nonostante gli fosse stata concessa una seconda opportunità di riconquistare i titoli in un secondo match la sera stessa. Inizia poi una breve rivalità con Rey Mysterio: il primo incontro tra i due avviene a SmackDown! dove MVP vince per squalifica a causa dell'intervento di Finlay. Il 16 dicembre, ad Armageddon, MVP viene sconfitto da Rey Mysterio per count-out ma riesce comunque a mantenere il titolo degli Stati Uniti. Alla Royal Rumble del 27 gennaio MVP viene sconfitto da Ric Flair in un Career Threatening match, dove se Flair avesse perso sarebbe stato costretto a ritirarsi. Il 30 marzo 2008, a WrestleMania XXIV, MVP partecipa al Money in the Bank Ladder match assieme a Carlito, CM Punk, Chris Jericho, John Morrison, Mr. Kennedy e Shelton Benjamin, ma non riesce a conquistare la valigetta, che viene vinta da Punk. Il 27 aprile a Backlash MVP perde lo United States Championship contro il suo vecchio rivale Matt Hardy dopo 343 giorni di regno. Il 24 ottobre perde, insieme a Shelton Benjamin, contro R-Truth e Kung Fu Naki. Il 7 novembre viene sconfitto da The Great Khali e una settimana dopo perde nuovamente contro Kung Fu Naki a causa dell'interferenza di Khali.

#### Varie faide (2009–2010)
Il 2009 si apre in maniera positiva con MVP che, dopo aver effettuato di fatto un turn face, vince per la seconda volta lo United States Championship il 17 marzo contro Shelton Benjamin. Nel corso della Draft Lottery, MVP passa a Raw con lo United States Championship, che difende con successo per l'ultima volta a SmackDown contro Dolph Ziggler. La sua prima difesa titolata a Raw l'ha visto prevalere su Matt Hardy, suo storico ex-rivale. Il 1º giugno perde il suo titolo a vantaggio di Kofi Kingston. Entra poi in feud con Jack Swagger e riesce a batterlo a SummerSlam. Forma poi un'alleanza con Mark Henry nota come The World's Strongest Tag Team e i due tentano di vincere lo Unified WWE Tag Team Championship dei Jeri-Show (Chris Jericho e Big Show) a Breaking Point ma vengono sconfitti.
Il 4 gennaio diventa il primo sfidante per lo United States Championship di The Miz. Il match si svolge alla Royal Rumble, dove però MVP non riesce a conquistare il titolo. La stessa storia si ripete a Elimination Chamber mentre la sera successiva, a Raw, MVP e Mark Henry vengono sconfitti da Big Show e The Miz per gli Unified WWE Tag Team Championship. MVP si qualifica al Money in the Bank di Wrestlemania XXVI sconfiggendo Zack Ryder ma comunque non riesce a vincere la valigetta. Nella puntata di Superstars dell'8 aprile, sconfigge Carlito, mentre la settimana successiva viene sconfitto da Ted DiBiase Jr. a Superstars. A Extreme Rules MVP e Mark Henry perdono un tag team Gauntlet match contro la Hart Dynasty; nel match erano coinvolti anche The Miz e Big Show e R-Truth e John Morrison.
MVP torna nel roster di SmackDown il 27 aprile 2010 grazie al Draft supplementare. Nella puntata di SmackDown avvenuta il 30 aprile 2010 vince un incontro con Rey Mysterio contro CM Punk e Luke Gallows, schienando CM Punk con una nuova finisher, la 305. A Over the Limit sconfigge in un dark match Chavo Guerrero. Il 1º giugno è stato annunciato come Pro del lottatore NXT Percy Watson.
Nella puntata dello show blu del 5 luglio sconfigge nuovamente Chavo Guerrero. A Fatal 4-Way perde un dark match contro Zack Ryder. Inoltre in una puntata di SmackDown perde l'opportunità di qualificarsi per Money in the Bank venendo sconfitto da Dolph Ziggler grazie all'intervento di Vickie Guerrero.
Dopodiché MVP intraprende un feud con Jack Swagger. Nel loro primo incontro MVP si fa squalificare (dando uno schiaffo a Swagger) in un match della stessa tipologia di quello nel quale Jack Swagger aveva conquistato per la prima volta il titolo di All American American. Il match consisteva nel mandare cinque volte l'avversario al tappeto: se Swagger avesse vinto, la settimana successiva avrebbe potuto dirigere lo show di MVP, il "Vip Lounge". La settimana dopo interviene nel Vip Lounge diretto da Swagger con suo padre, dicendo che quello è il suo show e ci può fare quello che vuole, e dopo una breve scazzottata scaraventa Swagger fuori ring, eseguendo poi la Ballin Elbow sul padre di Swagger. Nella settimana seguente la Ballin Superstar viene sconfitto dall'Ankle Lock di Swagger.
Nella puntata di SmackDown del 24 settembre sconfigge Dolph Ziggler per count-out. La settimana dopo affronta Ziggler in un incontro per l'Intercontinental Championship, ma questo match viene reso nullo dall'intervento del Nexus. Nella puntata di SmackDown dell'8 ottobre perde un incontro a favore di Ziggler grazie all'intervento di
Kaitlyn. Nella puntata dopo viene sconfitto da Jack Swagger in un match di qualificazione per il Team SmackDown per Bragging Rights. A Bragging Rights, tuttavia, vince un dark match contro Chavo Guerrero. Nella puntata di SmackDown del 5 novembre diventa lo sfidante all'Intercontinental Championship di Dolph Ziggler sconfiggendo Cody Rhodes e Drew McIntyre. Nella puntata dopo viene sconfitto da Ziggler. A Raw "Old School", nel match tra Alberto Del Rio e Sgt. Slaughter (vinto da Del Rio) interviene in soccorso del perdente perché Del Rio a fine match continuava a massacrare l'Hall of Famer. Nella stessa serata viene ingaggiato nel Match di Survivor Series 2010 nel team di Rey Mysterio contro il team di Alberto Del Rio. A Survivor Series il Team Mysterio (Rey Mysterio, Big Show, Kofi Kingston, MVP e Chris Masters) sconfigge il Team Del Rio (Alberto Del Rio, Cody Rhodes, Drew McIntyre, Jack Swagger e Tyler Reks).
Lascia la WWE il 2 dicembre 2010.

### New Japan Pro-Wrestling (2011–2013)
Nel mese di febbraio 2011 Burke firma un contratto di un anno con la federazione giapponese New Japan Pro-Wrestling. Esordisce nella puntata del 20 febbraio in coppia con Nosawa affrontando Togi Makabe e Tomoaki Honma. Il 15 maggio 2011 Burke diventa il primo IWGP Intercontinental Champion della federazione. Perde il titolo contro Masato Tanaka. Dopo vari assalti a vari titoli MVP partecipa al PPV Wrestle Kingdom VI in Tokyo Dome sconfiggendo in coppia con Shelton Benjamin il team formato da Tanaka e Takahashi. La coppia si riunisce a Dominion 6.16, sconfiggendo Karl Anderson and Tama Tonga. A ottobre debutta a Wrestling Retribution Project.

### Circuito indipendente (2013–2014)
In questo periodo l'atleta si prende una pausa e lotta in varie federazioni del circuito indipendente.

### Ritorno in TNA (2014–2015)
Nella puntata della TNA del 30 gennaio 2014, Dixie Carter affida la federazione ad un nuovo investitore. Questi si rivela poi essere MVP, che debutta così nella federazione di Orlando, Florida. A Lockdown il suo team batte il team Carter grazie al turn face di Bully Ray che permette ad MVP di schienare Bobby Roode con il Drive-By Kick. L'8 maggio effettua il turn heel attaccando Eric Young e formando una stable con Kenny King e Bobby Lashley. Il 15 maggio sospende a tempo indeterminato Bobby Roode. Il 12 giugno perde contro Eric Young per squalifica facendogli scegliere la stipulazione per il loro match a Slammiversary che per via di un infortunio non potrà disputare. Il 19 aiuta Bobby Lashley a vincere il TNA World Heavyweight Championship contro Eric Young, a fine match Bobby Roode fa il suo ritorno allontanando tutta la stable. Il 31 luglio perde un Falls Count Anywhere match contro Bobby Roode. Il 7 gennaio 2015 MVP, Kenny King, Low Ki, Samoa Joe ed Eric Young aiutano Bobby Lashley nella difesa del titolo, nel match contro di Bobby Roode. Nella puntata del 16 gennaio 2015 di Impact, ha presentato il gruppo del BDC (Beat Down Clan), Più tardi quella notte, Bobby Lashley viene attaccato dal BDC.
Nella puntata del 6 febbraio 2015 partecipa al Gauntlet Match dove elimina per ultimo Kurt Angle e grazie a questa vittoria si guadagna la title shot per sfidare Lashley. Ma la settimana successiva perde contro Bobby Lashley grazie anche all'intervento nel match di Drew Galloway.
Il 17 luglio 2015 lascia la TNA alla scadenza del contratto.

### Lucha Underground (2016)
Il 31 marzo 2016 firma per Lucha Underground, ma il 6 aprile il contratto viene annullato a causa di una violazione dello stesso da parte di MVP. Aveva infatti intervistato alcuni colleghi nel suo podcast e spoilerato alcune delle storyline.

### Raw 25 Years(2018)
Il 22 gennaio 2018, durante la puntata speciale Raw 25 Years in occasione del venticinquesimo anniversario dello show, MVP fece una apparizione speciale partecipando ad una comica partita a poker insieme agli APA, Heath Slater, Rhyno e altri wrestler.

### Ring of Honor (2019)
Il 25 gennaio 2019 MVP è tornato in Ring of Honor all'evento Road To G1 Supercard dopo la sua ultima apparizione come Antonio Banks nel 2005. Si è alleato a sorpresa con Kenny King, riformando il Beat Down Clan, partecipando ad un mini torneo per ottenere un'opportunità titolata al ROH World Tag Team Championship, ma il duo è stato sconfitto nelle semifinali da Brody King e PCO.

### Ritorno a Impact Wrestling (2019)
Il 13 settembre 2019 MVP è tornato in TNA, ora nota come Impact Wrestling, durante l'evento Operation Override Twitch Special sfidando Chavo Guerrero Jr. per il WCR World Class Championship ma il match è terminato in squalifica.

### Ritorno in WWE (2020–2024)

#### The Hurt Business (2020–2021)
Il 26 gennaio 2020, alla Royal Rumble, MVP fece il suo ritorno partecipando al match omonimo entrando col numero 12, ma venne eliminato dopo pochissimi secondi dal WWE Champion Brock Lesnar. La sera successiva, a Raw, MVP venne sconfitto da Rey Mysterio. Nella puntata di Raw del 10 febbraio MVP apparve riportando in onda il suo V.I.P. Lounge dove ospitò Drew McIntyre, il quale, dopo una discussione, lo colpì con un Claymore Kick. Nella puntata di Raw del 17 febbraio MVP venne sconfitto in poco tempo da Drew McIntyre. Nella puntata di Raw del 20 aprile MVP venne sconfitto da Apollo Crews in un match di qualificazione al Money in the Bank Ladder match. Nella puntata di Raw dell'11 maggio MVP, Brendan Vink e Shane Thorne vennero sconfitti da Cedric Alexander, R-Truth e Ricochet; al termine dell'incontro, tuttavia, MVP si alleò con Bobby Lashley (facendogli da manager) attaccando R-Truth. In seguito, MVP convinse Lashley a separarsi dalla presenza ingombrante della moglie Lana chiedendole il divorzio (kayfabe). Nella puntata di Raw del 15 giugno MVP e Lashley affrontarono Drew McIntyre e il 24/7 Champion R-Truth in un match valevole per il WWE Championship di McIntyre ma vennero sconfitti. Nella puntata di Raw del 3 agosto MVP affrontò Apollo Crews per lo United States Championship ma venne sconfitto. Il 23 agosto, nel Kick-off di SummerSlam, MVP affrontò nuovamente Apollo Crews per lo United States Championship ma venne sconfitto. Nella puntata di Raw del 7 settembre MVP, Lashley e Shelton Benjamin sconfissero Apollo Crews, Cedric Alexander e Ricochet grazie al turn heel di Alexander, il quale ha attaccato Ricochet e Crews; poco dopo, quella stessa sera, l'Hurt Business e Cedric Alexander sconfissero Crews, Ricochet e i Viking Raiders. Nella puntata di Raw del 29 marzo Alexander e Benjamin si ribellarono a MVP e Lashley, dopo che quest'ultimo li aveva accusati di non aver saputo sconfiggere Drew McIntyre la settimana precedente, e vennero entrambi attaccati dallo stesso Lashley, segnando la fine della stable.

#### Alleanza con Omos (2022–2024)
Nella puntata di Raw del 4 aprile MVP tradì inaspettatamente Bobby Lashley attaccandolo alla spalle dopo un confronto con Omos, incitando quest'ultimo ad attaccare Lashley e facendo presagire di essere diventato il suo nuovo manager. Il 5 giugno, a Hell in a Cell, MVP e Omos vennero sconfitti da Lashley in un 2-on-1 Handicap match.
Il 29 aprile 2023, per effetto del Draft, MVP e Omos divennero dei free-agent.

## Problemi di salute
Il 10 agosto 2007 il sito ufficiale della WWE ha emesso un comunicato nel quale dichiara che Alvin Burke Jr. risulta affetto da una malformazione cardiaca nota come Sindrome di Wolf-Parkinson-White consistente nel battito del cuore accelerato; la scoperta è avvenuta durante i controlli di routine previsti per gli atleti nell'ambito del Wellness Program e risale a qualche mese prima. Il lottatore è ora costantemente monitorato e non è ancora chiaro quanto questa malattia inciderà sul suo impegno agonistico.

## Personaggio

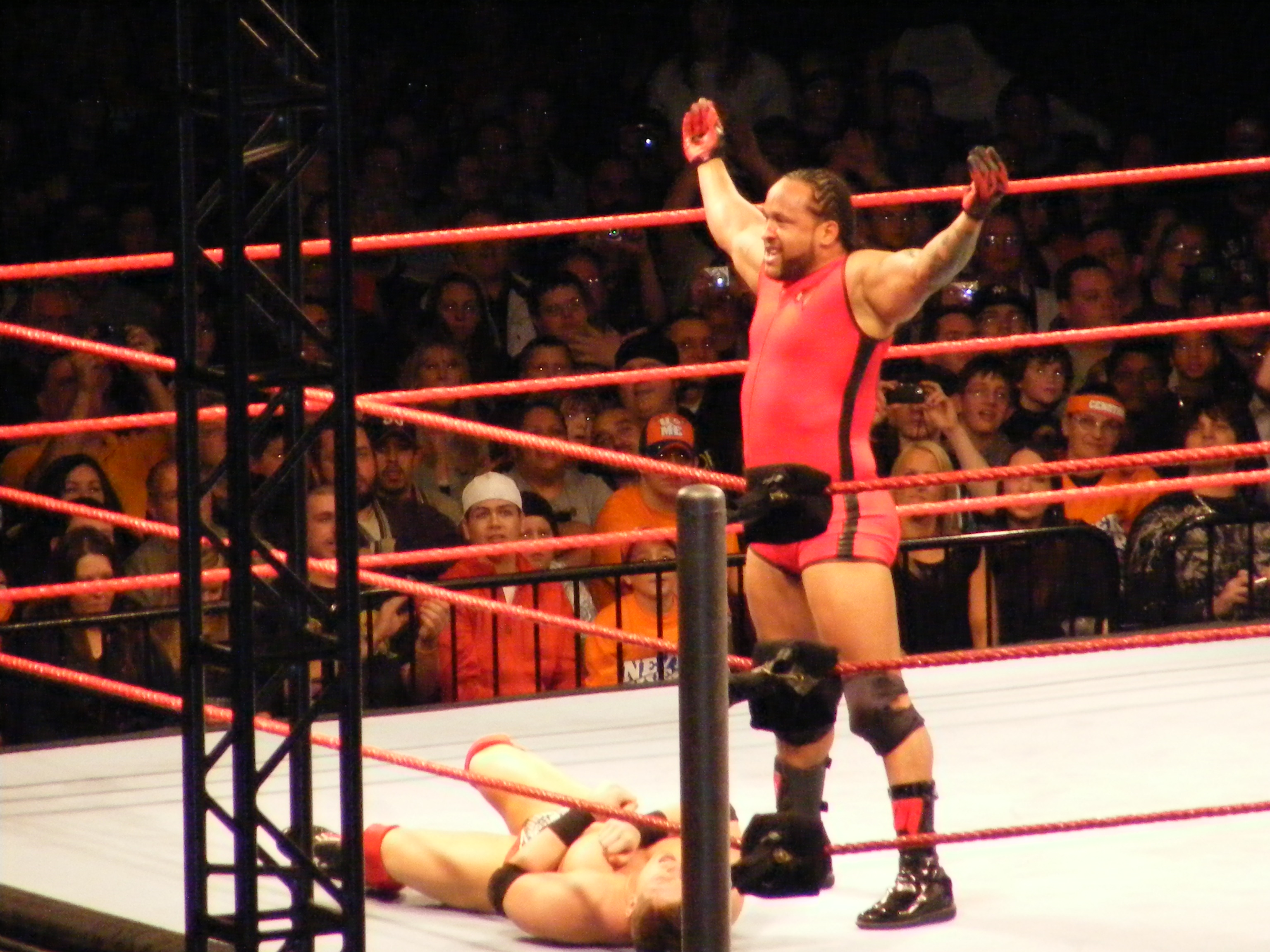
MVP mentre si appresta ad eseguire il Ballin' Elbow su The Miz

### Mosse finali
- Come Antonio Banks
  - Malicious Intent (Reverse roundhouse kick) – 2002–2005
  - TTB – Take it to The Bank (Arm trap crossface) – 2004–2006
- Come Montel Vontavious Porter/MVP
  - 305 / Play of the Day (Leaping reverse STO) – 2010–presente
  - Drive-By Kick (Running big boot sulla testa di un avversario in ginocchio) – 2008–presente
  - Irreversible Crisis (Double underhook crossface) – 2011–2014
  - Oyasumi (Jumping single underhook DDT seguito da una keylock) – 2011–2012
  - Playmaker (Overdrive) – 2006–presente
  - TTB – Take it to the Bank (Crucifix neck crank) – 2011

### Soprannomi
- "The Franchise Playa"
- "BDC Leader"
- "The Ballin' Superstar"
- "Mr BDC"
- "Black Godzilla"
- "The International Baller"
- "Half Man, Half Amazing"

### Wrestler allenati
- Jonny Vandal

## Titoli e riconoscimenti
- All Pro Wrestling

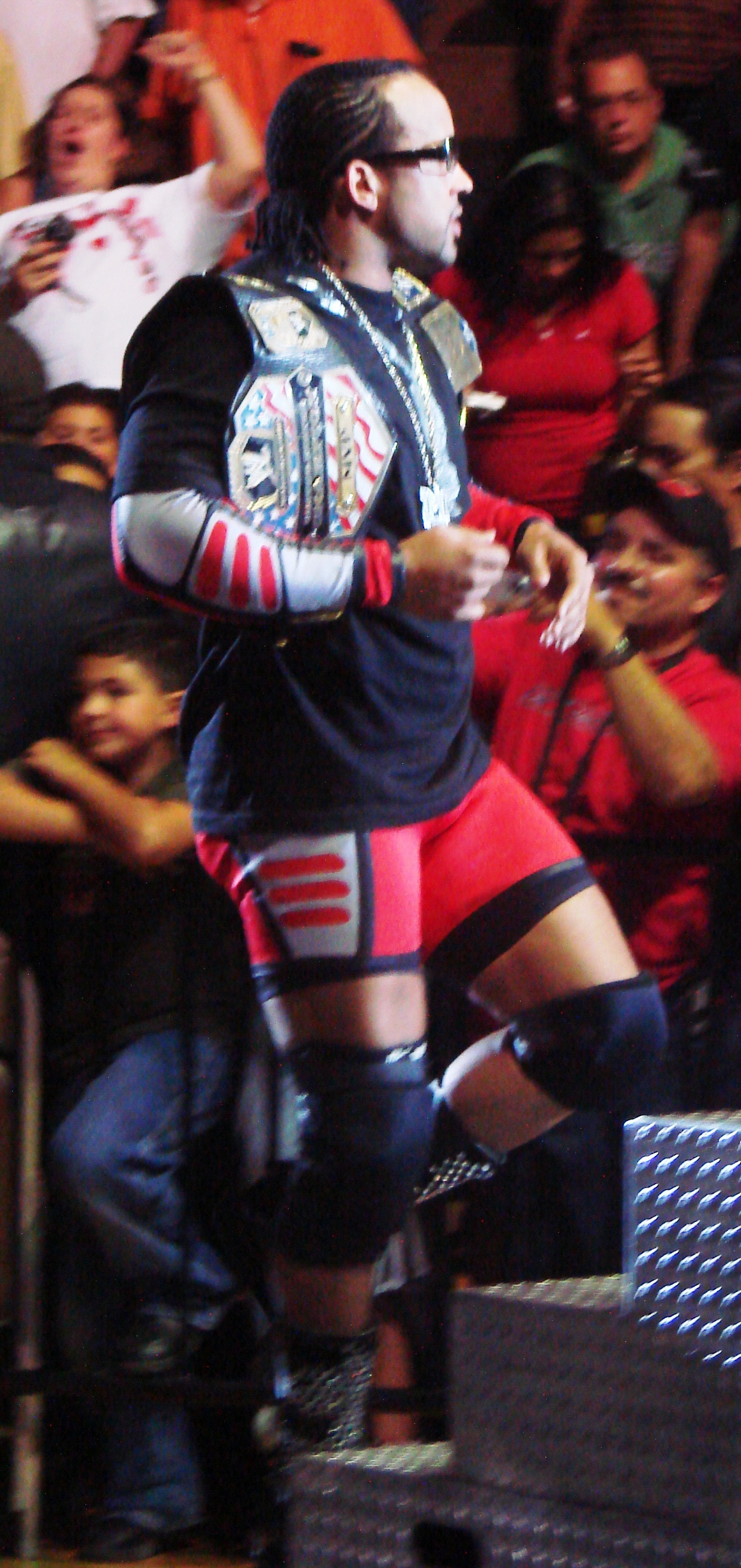
MVP con lo United States Championship (spalla destra) e il WWE Tag Team Championship (spalla sinistra), titoli che ha rispettivamente vinto due volte e una volta. Il suo primo regno come United States Champion, durato 343 giorni, è il terzo più lungo nella storia del titolo

  - APW Universal Heavyweight Championship (1)
- The Baltimore Sun
  - Most Improved Wrestler of the Year (2007)
- Big League Wrestling
  - BLW World Heavyweight Championship (1)
- CBS Sports
  - Comeback Wrestler of the Year (2020)
- Coastal Championship Wrestling
  - CCW Heavyweight Championship (1)
- DDT Pro-Wrestling
  - Ironman Heavymetalweight Championship (1)
- Future of Wrestling
  - FOW Tag Team Championship (1) – con Punisher
- Imperial Wrestling Revolution
  - IWR Heavyweight Championship (1)
  - IWR Tag Team Championship (1) – con D Money, Marce Lewis, Montego Seeka e Nytronis A'Teo
- New Japan Pro-Wrestling
  - IWGP Intercontinental Championship (1)
  - IWGP Intercontinental Championship Tournament (2011)
- Pro Wrestling Illustrated
  - Comeback of the Year (2020)
  - 23º tra i 500 migliori wrestler singoli nella PWI 500 (2008)
- Southern Championship Wrestling Florida
  - SCW Florida Heavyweight Championship (1)
- Supremacy Wrestling
  - Best Manager of 2020
- World Class Revolution
  - WCR Heavyweight Championship (3)
- WWE
  - WWE Tag Team Championship (1) – con Matt Hardy
  - WWE United States Championship (2)
  - Slammy Award (1)
    - Male Trash Talker of the Year (edizione 2020)
- Wrestling Observer Newsletter
  - Most Improved (2007)
  - Most Underrated (2008)